# Rozières-sur-Crise
Rozières-sur-Crise es una comuna francesa situada en el departamento de Aisne, en la región de Alta Francia.

## Demografía
| 196 | 166 | 163 | 206 | 271 | 261 | 225 |
| Para los censos de 1962 a 1999 la población legal corresponde a la población sin duplicidades (Fuente: INSEE [Consultar]) |     |     |     |     |     |     |